# Liste de formes de gouvernements

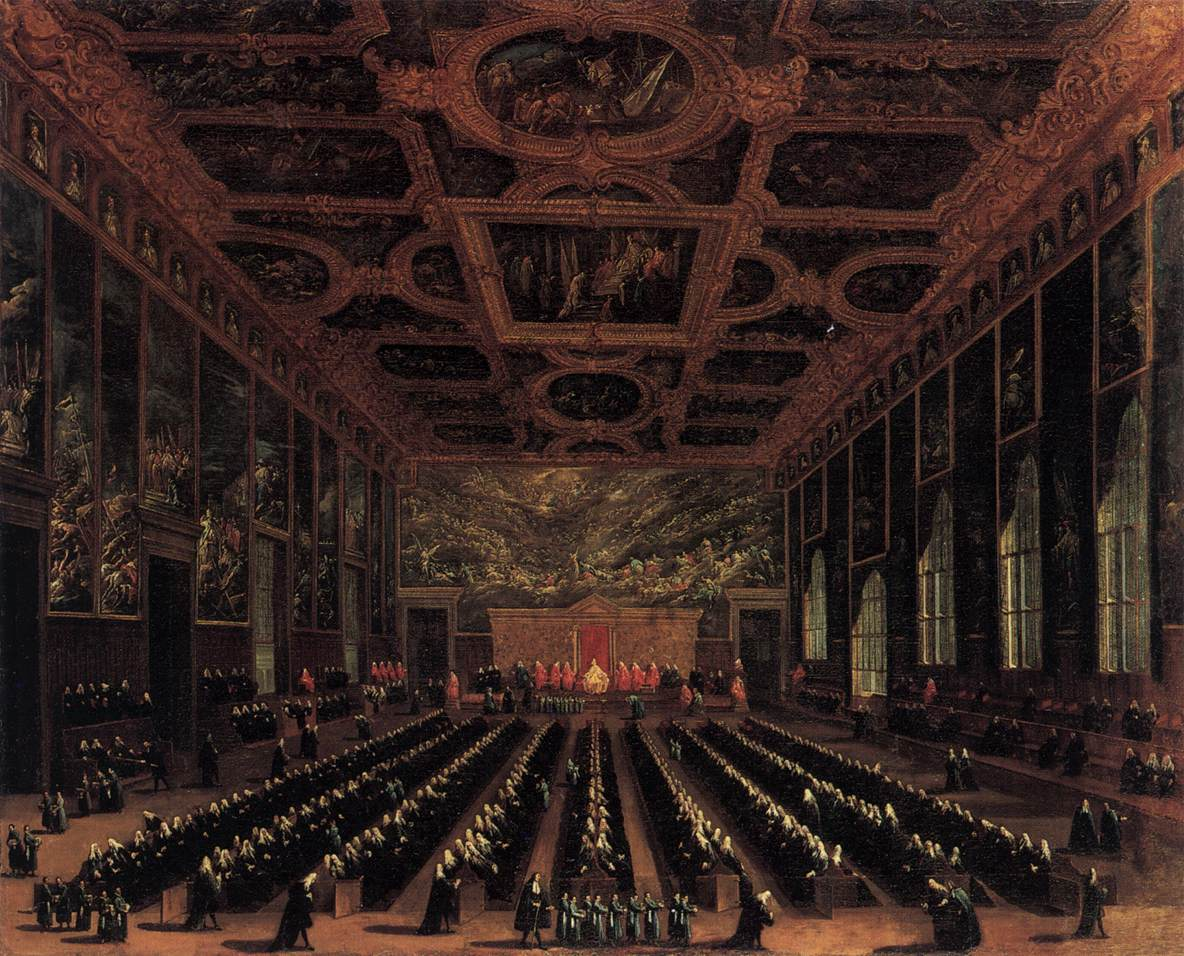
Peinture représentant le Grand Conseil de Venise en session. Son siège est situé dans la plus vaste salle du palais des Doges.

Cet article présente plusieurs listes des différentes formes de gouvernements ou régimes politiques selon différentes typologies.
Au cours de l'histoire, les formes non-étatiques de pouvoirs et les institutions politiques qui favorisent ou tolèrent l'expression d'une opinion et/ou du consensus sont très variées (l'assemblée de Sparte, le thing des sociétés germaniques d'Europe du Nord ou l'Arengo dans l'Italie médiévale), et pour certaines toujours actuelles (le Landsgemeinde, la diète, la palabre ou la chefferie),. Néanmoins, dans l'histoire moderne et contemporaine, la forme d'État qui s'est développée en Europe vers la fin du Moyen Âge s'est généralisée à l'échelle mondiale. Cette expansion a été largement facilitée par les processus de colonisation, permettant la diffusion des modèles politiques, administratifs et juridiques européens dans de nombreuses autres régions du monde,.
Ainsi, dans cet article, les exemples de régimes politiques compilés relèvent presque tous de la forme État ; qu'il s'agisse d'adhérer, d'aménager ou de s'opposer à cette forme. Pour autant, les exemples de régimes politiques proposés ne doivent pas être confondus avec des doctrines ou des courants politiques qui, cependant, prônent presque toujours un régime politique donné. Et les régimes politiques ne doivent pas, non plus, être confondus avec des système économiques ou des systèmes politiques.
Enfin, la distinction entre les formes de jure (c.-à-d. en droit) et de facto (c.-à-d. dans les faits) est essentielle dans le cadre des régimes politiques ou des gouvernements. « De jure » fait référence à l’organisation politique et institutionnelle telle qu’elle est définie et reconnue par un cadre juridique ou constitutionnel et représente l’intention officielle ou légale d’un régime politique. « De facto » fait référence à la réalité pratique du pouvoir, c’est-à-dire la manière dont un régime exerce effectivement son autorité, indépendamment de sa légitimité ou reconnaissance juridique. Cette distinction est fondamentale pour comprendre la diversité des régimes politiques et les écarts qui peuvent exister entre les principes théoriques et leur application concrète.

## Présentation de la liste
Afin d'exposer de façon didactique cette diversité des régimes politiques et les écarts qui peuvent exister entre les principes théoriques et leur application concrète, la « Liste de formes de gouvernements » comporte trois sections principales :
- la première, « Du point de vue de la forme de l'État et de l'autonomie régionale », présente les différentes conceptions de l'organisation institutionnelle et de la délimitation territoriale de la souveraineté dans la constitution d'un État ; par exemple : aux États-Unis (État fédéral) la souveraineté est attribuée à la fois au gouvernement fédéral et à chacun des cinquante gouvernements d'État.
- La deuxième section, « Du point de vue du chef d'État », présente les différentes conceptions de l'incarnation et de l'exercice de la souveraineté ; par exemple : au Maroc (Monarchie héréditaire) la souveraineté réside et est incarnée en la personne du roi du Maroc, quant à l'exercice de cette souveraineté il est partagé entre le palais et le gouvernement.
- La troisième section, « Du point de vue de la source de pouvoir », présente d'une part les différentes conceptions de l'origine de la souveraineté (divine, transmise, de principe, etc.), et d'autre part les différentes conceptions de l'exercice de la souveraineté (exclusif, délégué, partagé, etc.) ; par exemple : en France (République à régime semi-présidentiel) la constitution stipule que la « souveraineté nationale appartient au peuple qui l'exerce par ses représentants et par la voie du référendum[5]. »

## Liste de formes de gouvernements

### Du point de vue de la forme de l'État et de l'autonomie régionale
Cette liste compile les différentes approches des systèmes politiques au regard : de la conception de la souveraineté de l'État, de l'autonomie des régions dans l'État.

Carte des États unitaires (bleu) et fédéraux (vert).
Pays intégrant au moins une région autonome.

| Terme                                   | Définition | Exemples |
| --------------------------------------- | --- | --- |
| Confédération                           | Une confédération (également appelée ligue) est une union d'États souverains, unis dans le but d'une action commune, souvent en relation avec d'autres États. Habituellement créées par un traité, les confédérations d'États ont tendance à être établies pour traiter de questions critiques, telles que la défense, les relations étrangères, le commerce intérieur ou la monnaie, le gouvernement central étant tenu de fournir un soutien à tous ses membres. La confédération représente une forme principale d'intergouvernementalisme, celui-ci étant défini comme « toute forme d'interaction entre États qui se déroule sur la base d'une indépendance ou d'un gouvernement souverain. » La Confédération est presque comme une fédération, le gouvernement fédéral étant une combinaison ou une alliance de tous les États. | - Confédération iroquoise (XVIe siècle - 1779) - États-Unis avant la constitution (1781 - 1789) - Ancienne Confédération suisse (1291–1798) |
| Staatenverbund                          | Néologisme utilisé en allemand pour décrire le mode d'organisation de l'Union Européenne principalement. Staatenverbund désigne une gouvernance multi-niveaux dans lequel les États collaborent plus étroitement que dans une confédération, mais qui, au contraire d'un État fédéral, conservent leur propre souveraineté. | - Union européenne |
| État unitaire                           | Un État unitaire est un État gouverné comme un pouvoir unique dans lequel le gouvernement central est ultimement suprême et où toute division administrative (unités infranationales) n'exerce que les pouvoirs que le gouvernement central choisit de déléguer. La majorité des États dans le monde ont un système de gouvernement unitaire. Sur les 193 États membres de l'ONU, 165 sont gouvernés comme des États unitaires. | - Chine - Indonésie - Philippines - France - Égypte - Royaume-Uni - Madagascar                                                              |
| Fédération - État fédéral - État fédéré | Une fédération (également connue sous le nom d'État fédéral) est une entité politique caractérisée par une union d'États ou de régions partiellement autonome sous un gouvernement central (fédéral). Dans une fédération, le statut d'autonomie des États qui la composent, ainsi que la répartition des pouvoirs entre eux et le gouvernement central, sont généralement inscrits dans la constitution et ne peuvent être modifiés par une décision unilatérale de l'une ou l'autre partie, les États ou l'organe politique fédéral. Par ailleurs, la fédération est une forme de gouvernement dans laquelle le pouvoir souverain est formellement divisé entre une autorité centrale et un certain nombre de régions constitutives, de sorte que chaque région conserve un certain degré de contrôle sur ses affaires internes,.    | - Australie - Canada - Allemagne - Inde - Mexique - Russie - États-Unis                                                                     |
| Union personnelle                       | Une union personnelle est une relation entre deux ou plusieurs entités politiques considérées comme des États souverains distincts mais qui, en vertu d'une loi ou d'un contrat, ont la même personne pour chef d'État. | - Andorre - Autriche-Hongrie (1867 à 1918)                                                                                                  |
| Régionalisme et autonomies              | Certains auteurs considèrent le régionalisme comme appartenant à la catégorie du fédéralisme, ce qui fait débat. Certains auteurs défendent l'idée selon laquelle c'est une forme d'État unitaire étant allé très loin dans son processus de décentralisation,. D'autres auteurs le qualifieront que cette forme d'état est à mi-chemin entre l'État unitaire et l'État fédéral. | - Espagne |
| Souveraineté fonctionnelle              | Cas d'école, l'ordre souverain de Malte ne possède plus de territoire mais « maintient un certain nombre d'apparences étatiques et conserve le vocabulaire diplomatique » : il possède, par exemple, un gouvernement, un drapeau, déclare entretenir des relations diplomatiques avec 112 États, délivre des passeports et émet une monnaie. | - Ordre souverain de Malte |

### Du point de vue du chef d'État
Un chef d'État est une personne qui incarne la continuité et la légitimité de l'État. Il est à différencier du chef du gouvernement qui est détenteur du pouvoir exécutif. Cette liste classe les régimes en fonction du mode de nomination du chef de l'État.
| Type                 | Description | Formes | Exemples                                                                                    |
| -------------------- | --- | --- | ------------------------------------------------------------------------------------------- |
| Monarchie            | Dans une monarchie le chef de l'état est une seule et unique personne donnée par une règle héréditaire (monarchie héréditaire) ou élue soit au sein d'une ou plusieurs familles, soit parmi les supérieurs hiérarchiques d'un ordre (monarchie élective). | - Monarchie élective | - République des Deux Nations (1569 - 1795) - Arabie saoudite - Vatican                     |
| Monarchie            | Dans une monarchie le chef de l'état est une seule et unique personne donnée par une règle héréditaire (monarchie héréditaire) ou élue soit au sein d'une ou plusieurs familles, soit parmi les supérieurs hiérarchiques d'un ordre (monarchie élective). | - Monarchie héréditaire | - Royaumes du Commonwealth - Maroc - Belgique                                               |
| République           | Dans une république où le chef d'état n'est pas héréditaire,. On distingue plusieurs régimes en fonction de l'articulation entre le chef d'État et le chef du gouvernement.                                                                               | - République à régime présidentiel - République à régime semi-présidentiel - République à régime parlementaire - République à parti unique - République populaire ou République démocratique - République islamique - République aristocratique | La majorité des pays du monde sont des républiques                                          |
| Présidence tournante | Une présidence tournante désigne temporairement un chef d'état, en fonction de paramètres dépendant de sa nationalité, de son origine, de son territoire.                                                                                                 | - Présidence du Conseil de l'Union européenne | - Présidence du Conseil de l'Union européenne                                               |
| Régime directorial   | Dans le régime directorial, les rôles du chef d'état et de chef du gouvernement sont répartis entre plusieurs personnes qui l'exercent simultanément. | - Directoire (1795 – 1799) - Conseil fédéral (Suisse) - Grand Conseil général (Saint-Marin) | - Directoire (1795 – 1799) - Conseil fédéral (Suisse) - Grand Conseil général (Saint-Marin) |

### Du point de vue de la source de pouvoir
La question de la souveraineté qui définit l'exercice du pouvoir permet de catégoriser les gouvernements. Cette liste regroupe les principaux régimes politiques classé par concentration du pouvoir puis par ordre alphabétique. Les diverses sous-catégories apparaissent groupées sous la catégorie principale.

#### Classification
| Principaux       | Description | Formes |
| ---------------- | --- | --- |
| Acratie/Anarchie | Système sans gouvernement, qui préconise des sociétés autogérées basées sur des institutions volontaires. Les citoyens exercent le pouvoir directement. Elles peuvent être non hiérarchiques, ou incluent des groupes hiérarchiques, mais dont l'adhésion et l'association à ces groupes restent entièrement volontaires.                                                                                               | - Autogestion - Communalisme - expériences de communisme libertaire - Municipalisme libertaire - Communauté libertaire - Démocratie directe - Société sans État |
| Démocratie       | Système où les citoyens élisent des représentants parmi eux pour former un organe directeur, tel qu'un parlement. La démocratie est parfois appelée « règle de la majorité ». | - Démocratie participative (ou Démocratie semi-directe) - Démocratie représentative - Système de Westminster - Régime parlementaire - Régime présidentiel - Régime semi-présidentiel - Régime directorial - Démocratie délibérative - Monarchie constitutionnelle - voir ligne monarchie pour les différents titres de monarque et les régimes associés - Ochlocratie |
| Oligarchie       | L'oligarchie, qui signifie « règle du petit nombre », est une forme de structure de pouvoir dans laquelle le pouvoir appartient à un petit nombre de personnes. Ces personnes peuvent se distinguer par la noblesse, la richesse, les liens familiaux, l'éducation ou le contrôle des entreprises, de la religion ou de l'armée.                                                                                        | - Anocratie - Aristocratie - Autoritarisme - État policier - Épistocratie - Gérontocratie - Kleptocratie - République bananière - Méritocratie - Népotisme - Parti unique - État communiste - Démocratie populaire - Ploutocratie - Timocratie - Sociocratie - Stochocratie - Stratocratie - République aristocratique - Démocratie Herrenvolk - Technocratie         |
| Autocratie       | L'autocratie est un système de gouvernement dans lequel le pouvoir suprême (social et politique) est concentré entre les mains d'une seule personne ou d'une seule entité politique, dont les décisions ne sont soumises ni à des contraintes juridiques externes ni à des mécanismes réguliers de contrôle populaire (à l'exception peut-être de la menace implicite d'un coup d'État ou d'une insurrection de masse). | - Absolutisme - Césarisme - Despotisme - Despotisme éclairé - Dictature (les dictatures ne sont pas toutes des autocraties) - Dictature militaire - Juche - Gouvernement fantoche - Monarchie absolue - voir ligne monarchie pour les différents titres de monarque et les régimes associés - Tyrannie - Totalitarisme - Fascisme - Nazisme - État communiste         |

| Théocratie | Système de gouvernement fondés sur des principes religieux ou gouvernés par des religieux. Ces régimes peuvent être aussi bien des démocraties (république islamique), des oligarchie (gouvernement de l'Église catholique) ou autocratie (califat).                                    | - Califat - Gouvernement théocratique de Florence - Gouvernement de l'Église catholique - République islamique - Sultanat - Théocratie constitutionnelle - Théocratie tibétaine - Prince-évêque        |
| Monarchie  | Dans une monarchie le pouvoir est symbolisé (chef d'État) par une seule personne appelée « monarque ». Selon la manière dont est exercé pouvoir exécutif, ces régimes peuvent être des démocraties ou oligarchique (Monarchie constitutionnelle) ou des autocraties (Monarchie Absolue) | - Califat - Duché - Émirat - Grand-duché - Khanat - Matriarcat - Monarchie élective - Monarchie héréditaire - Patriarcat - Principauté - Principat et palatinat - Royauté - Royauté romaine - Sultanat |

#### Types d'acraties
| Terme                    | Description | Exemples |
| ------------------------ | --- | --- |
| Démocratie directe       | Gouvernement dans lequel le peuple vote directement pour les nouvelles lois et politiques publiques sans l'intermédiaire de représentants. | - Suisse - Démocratie athénienne |
| Communisme libertaire    | Les communistes libertaires proposent de substituer à la propriété privée la « possession individuelle », ne garantissant aucun droit concernant l'accumulation des biens « non utilisés »                                                                                           | - Conseil régional de défense d'Aragon (1936–1937)                                                                                               |
| Municipalisme libertaire | Système politique dans lequel l'État-nation est remplacé par une confédération de municipalités ou communes libres, elle-même autogérées | - Municipalité autonome rebelle zapatiste - Rojava                                                                                               |
| Société sans État        | Les sociétés sans État sont très variables en termes d'organisation politique, parmi lesquels on retrouve des sociétés où la concentration de l'autorité est très faible. C'est une terme générique réservé pour les systèmes d'organisation dont on est pas sûr de la nature exacte | - République de Cospaia (1441-1826) Préhistorique (connaissance archéologique) : - Civilisation de la vallée de l'Indus (v. 3200-1900 av. J.-C.) |

#### Types de démocraties
La démocratie, qui signifie « règne du peuple », est un système de gouvernement dans lequel les citoyens exercent le pouvoir directement ou élisent des représentants parmi eux pour former un organe directeur, tel qu'un parlement. La démocratie est parfois appelée « règle de la majorité ».
Il peut s'agir d'une république, comme en France, en Allemagne, en Inde, en Irlande et en Italie, ou d'une monarchie constitutionnelle, comme au Royaume-Uni, au Japon ou en Espagne.

Une démocratie peut avoir un régime présidentiel, semi-présidentiel ou parlementaire. 
- Cette carte montre les gouvernements se réclamant (ou non) de la démocratie en juin 2019.  - Gouvernements se déclarant démocratiques et permettant l'existence de groupes d'opposition, du moins en théorie.
  - Gouvernements se déclarant démocratiques mais ne permettant pas l'existence de groupes d'opposition.
  - Gouvernements ne se revendiquant aucunement en tant que démocratie.

| Terme                                     | Description | Exemples |
| ----------------------------------------- | --- | --- |
| Démocratie représentative                 | Démocratie dans laquelle le peuple ou les citoyens d'un pays élisent des représentants pour créer et mettre en œuvre la politique publique en lieu et place de la participation active du peuple. | Presque tous les systèmes démocratiques existant, dont : - France - Allemagne - Inde - Indonésie - Philippines - États-Unis |
| Démocratie participative                  | La démocratie participative est une forme de partage et d'exercice du pouvoir, fondée sur le renforcement de la participation des citoyens à la prise de décision politique dans le cadre de la démocratie représentative | - Suisse - Liechtenstein |

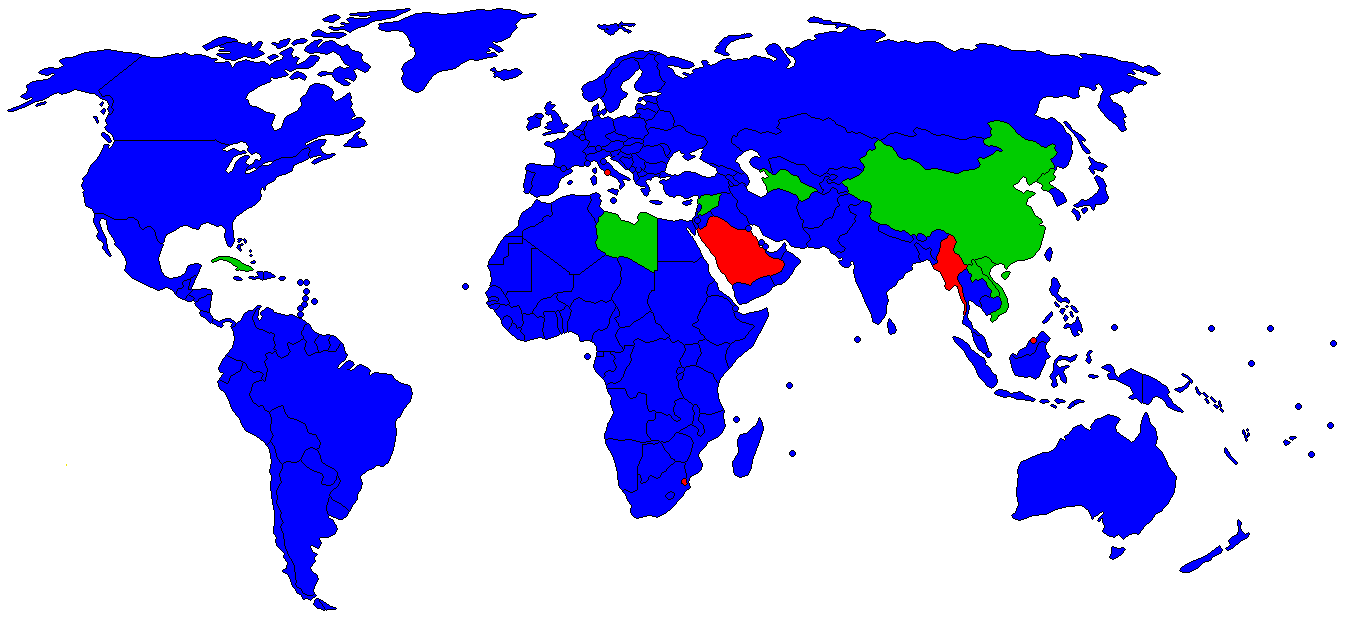
Cette carte montre les gouvernements se réclamant (ou non) de la démocratie en juin 2019. Gouvernements se déclarant démocratiques et permettant l'existence de groupes d'opposition, du moins en théorie. Gouvernements se déclarant démocratiques mais ne permettant pas l'existence de groupes d'opposition. Gouvernements ne se revendiquant aucunement en tant que démocratie.

| Démocratie liquide                        | Variante de la démocratie ; gouvernement dans lequel le peuple se représente lui-même ou choisit de déléguer temporairement son vote à un autre électeur pour voter de nouvelles lois et politiques publiques. | La plupart des expériences ont été menées à l'échelle locale ou exclusivement sur des plateformes en ligne.                 |
| Démocratie libérale                       | Une forme de gouvernement dans laquelle la démocratie représentative fonctionne selon les principes du libéralisme. Elle se caractérise par des élections équitables, libres et compétitives, une séparation des pouvoirs, l'État de droit dans la vie quotidienne dans le cadre d'une société ouverte, et la protection des droits de l'homme et des libertés civiles pour toutes les personnes. La démocratie libérale est devenue le système politique prédominant dans le monde. | - Allemagne - Inde - Indonésie - Japon - Royaume-Uni - France                                                               |
| Monarchie constitutionnelle parlementaire | Régime politique qui reconnaît un monarque élu ou héréditaire comme chef de l'État, mais où une constitution limite ses pouvoirs et associé à une démocratie représentative. | Voir la liste des monarchie constitutionnelle, dont : - Belgique - Royaume-Uni - Canada - Espagne                           |

#### Types d'oligarchies
| Terme                        | Terme                        | Description | Exemples |
| ---------------------------- | ---------------------------- | --- | --- |
| Aristocratie                 | Aristocratie                 | Système de gouvernance dans lequel le pouvoir politique est entre les mains d'une petite classe d'individus privilégiés qui prétendent avoir une naissance plus élevée que le reste de la société. | - Royaume de France |
| Dikastocratie ou kritocratie | Dikastocratie ou kritocratie | Système politique où le pouvoir suprême appartient au pouvoir judiciaire. Le terme Kritarchie ou kritocratie qualifie un gouvernement par les juges. | - Gouvernement par les juges bibliques (שופטים, shoftim) dans l'ancien Israël, instauré par Moïse selon le Livre de l'Exode                                                         |
| Kleptocratie                 | Kleptocratie                 | Système politique au sein duquel une ou plusieurs personnes, à la tête d'un pays, pratiquent à une très grande échelle la corruption, souvent avec des proches et membres de leur famille | - République bananière contrôlée par la United Fruit Company |
| Méritocratie                 | Méritocratie                 | Règle par les méritants ; un système de gouvernance où les groupes sont sélectionnés sur la base des capacités des personnes, de leurs connaissances dans un domaine donné et de leurs contributions à la société. | |
| Particratie                  | Particratie                  | Le gouvernement est dirigé par un parti politique (ou des partis) dominant. | |
| Parti unique                 | Parti unique                 | Régime dans lequel un seul parti est autorisé. Le monopole de la vie politique aboutissant par définition à la concentration du pouvoir dans les mains des seuls cadres du parti et à l'exclusion de l'opposition, ces régimes sont généralement classés comme dictatoriaux, voire totalitaires. | - Chine - Union soviétique (1955-1980) |
| Ploutocratie                 | Ploutocratie                 | Gouvernement par les riches ; un système dans lequel la gouvernance est redevable aux riches, dépend de leurs désirs ou est fortement influencée par eux. L'influence ploutocratique peut altérer toute forme de gouvernement. Par exemple, dans une république, si un nombre important de postes de représentants élus dépendent du soutien financier de sources riches, il s'agit d'une république ploutocratique. | - Compagnie britannique des Indes orientales en Inde - Société par actions - voir la liste des régimes ayant utilisé le suffrage censitaire , dont: - Royaume de France (1791-1792) |
| République aristocratique    | simple                       | République dont les élus et/ou les électeurs sont composés uniquement des membres d'une aristocratie | - République de Venise |
| République aristocratique    | Démocratie Herrenvolk        | Système de gouvernement dans lequel seul un groupe ethnique spécifique participe au gouvernement, tandis que d'autres groupes sont privés de droits | - États confédérés (1861 – 1865) - Rhodésie (1965–1979) - Afrique du Sud (1928-1994)                                                                                                |
| Stratocratie                 | Stratocratie                 | Une stratocratie est une forme de gouvernement militaire dans lequel l'État et l'armée sont traditionnellement et constitutionnellement la même entité, et où les postes gouvernementaux sont toujours occupés par des officiers et chefs militaires. | - Sitch zaporogue (1552–1775) |

#### Types d'autocraties
| Terme               | Description | Exemples |
| ------------------- | --- | --- |
| Dictature civile    | Une dictature où le pouvoir est entre les mains d'un monarque absolu ou un dictateur, mais aussi un président élu. La République romaine faisait appel à des dictateurs pour diriger en temps de guerre, mais les dictateurs romains ne restaient au pouvoir que peu de temps. À l'époque moderne, le pouvoir d'un autocrate est celui qui n'est arrêté par aucune règle de droit, aucune constitution, ni aucune autre institution sociale ou politique. | - Reich allemand - Corée du Nord - Russie                                                                                  |
| Dictature militaire | Une dictature principalement appliquée par les militaires. Les dictateurs militaires se distinguent des dictateurs civils pour plusieurs raisons : les motivations qui les poussent à prendre le pouvoir, les institutions par lesquelles ils organisent leur pouvoir et les modalités de leur départ du pouvoir. Se considérant souvent comme sauvant la nation des politiciens civils corrompus ou myopes, une dictature militaire justifie sa position d'arbitre "neutre" par son appartenance aux forces armées. | - Birmanie - Mali |
| Monarchie absolue   | La monarchie absolue est un type de régime politique dans lequel le détenteur d'une puissance attachée à sa personne concentre en ses mains tous les pouvoirs, gouverne sans aucun contrôle | Voir la liste des monarchies absolues, dont : - Arabie saoudite - Brunei                                                   |
| Totalitarisme       | Régime dans lequel il existe un parti unique, n'admettant aucune opposition organisée et où l'État utilise tous ses moyens dans le but de contrôler toutes les sphères de la société, qu'elles soient publiques ou privées. Dans les États totalitaires, le pouvoir politique est souvent détenu par des autocrates (des dictateurs ou des monarques absolus) qui utilisent des campagnes de propagande, d'une part pour entretenir un culte de la personnalité et d'autre part, diffuser les idées (réelles ou fictives) du parti. La manipulation de l'Histoire, la surveillance et l'emploi de la force via des polices politiques ainsi que l'élimination de tout opposant (réel ou supposé) sont toutes des caractéristiques communes aux État totalitaires. | Voir la liste des régimes totalitaires, dont : - Corée du Nord - Reich allemand (1933-1945) - Union soviétique (1929-1953) |

#### Autres
| Terme        | Description | Exemples                                                                |
| ------------ | --- | ----------------------------------------------------------------------- |
| Stochocratie | Gouvernement dans lequel l'État est gouverné par une décision sélectionnée au hasard à partir d'un ensemble largement inclusif de citoyens éligibles. Ces groupes, parfois appelés « jurys politiques », « jurys de citoyens » ou « conférences de consensus », prennent délibérément des décisions sur les politiques publiques de la même manière que les juries décident des affaires criminelles. La sélection aléatoire des décideurs au sein d'un groupe plus large est aussi connue sous le nom de sortition. La démocratie athénienne a beaucoup utilisé la sortition, avec presque tous les postes gouvernementaux remplis par tirage au sort (des citoyens à part entière) plutôt que par élection. | - Démocratie athénienne - République de Venise - Seigneurie de Florence |
| Théocratie   | Système de gouvernance composé d'institutions religieuses dans lequel l'État et l'Église sont traditionnellement ou constitutionnellement la même entité. Les États du Saint-Siège (voir le pape), de l'Iran (voir le dirigeant suprême de l'Iran), les califats et autres États islamiques sont historiquement considérés comme des théocraties. | - Gouvernement théocratique de Florence - Califat - Arabie saoudite     |